# Millis (Massachusetts)
Millis é uma vila localizada no condado de Norfolk no estado estadounidense de Massachusetts. No Censo de 2010 tinha uma população de 7.891 habitantes e uma densidade populacional de 248,61 pessoas por km².

## Geografia
Millis encontra-se localizado nas coordenadas 42° 10′ 21″ N, 71° 21′ 46″ O. Segundo o Departamento do Censo dos Estados Unidos, Millis tem uma superfície total de 31.74 km², da qual 31.14 km² correspondem a terra firme e (1.9%) 0.6 km² é água.

## Demografia
Segundo o censo de 2010, tinha 7.891 pessoas residindo em Millis. A densidade populacional era de 248,61 hab./km². Dos 7.891 habitantes, Millis estava composto pelo 94.16% brancos, o 0.76% eram afroamericanos, o 0.28% eram amerindios, o 3.02% eram asiáticos, o 0.01% eram insulares do Pacífico, o 0.44% eram de outras raças e o 1.33% pertenciam a duas ou mais raças. Do total da população o 1.72% eram hispanos ou latinos de qualquer raça.